# CHERRY BOMB (久松史奈のアルバム)
『CHERRY BOMB』（チェリーボム）は久松史奈2枚目のオリジナル・アルバム。

## 収録曲
全作詞：久松史奈（特記以外）
1. HERE WE GO!
  - 作曲・編曲：村上啓介
2. すてきなMY LIFE
  - 作詞：TOM　作曲：伊秩弘将　編曲：村上啓介
3. KEEP ME HAPPY
  - 作曲：J-HERO　編曲：西本明
4. そっとI THINK SO
  - 作曲・編曲：安田信二
5. OH MY GOD!
  - 作詞：TOM　作曲・編曲：村上啓介
6. 神様がくれた時間
  - 作曲：川上明彦　編曲：鷺巣詩郎
7. ROSE MARY
  - 作曲：安田信二　編曲：村上啓介
8. ROADS TO CHOOSE
  - 作曲：J-HERO　編曲：西本明
9. おはようの前に
  - 作詞：TOM　作曲：TSUKASA　編曲：瀬尾一三
10. SAY GOOD BYE
  - 作曲：野田晴稔　編曲：西本明